# 新垣渚
新垣 渚（あらかき なぎさ、1980年5月9日 - ）は、沖縄県那覇市出身の元プロ野球選手（投手、右投右打）、野球解説者、YouTuber。業務提携でベンヌ所属。

## 経歴

### プロ入り前
幼稚園時代は『キャプテン翼』の影響でサッカーをしていたが、小学2年生から兄の影響で野球を始めた。当初は同世代より一回り長身である体格を見込まれて捕手を任されていたが、相次ぐ脚の怪我により投手へ転向。小学校時代の交通事故で右足に人工骨を埋める手術を受けて以降、右脚を3回、左脚を1回骨折した。特に那覇市立真和志中学校時代はほぼ3年間金属製のプレートを外せず、まともに走れなかった。そのため中学3年で野球生活を終え兄も在籍した興南高校に進学し、兄が主力選手だった同ボクシング部へ入部する段取りを進めていたが、自身の学年から金城真吉監督率いる同ボクシング部は沖縄尚学高校に移管したためにボクサー転向を断念、沖縄水産高校へ進学して野球を続けた。
1997年の第28回明治神宮野球大会決勝戦で横浜高校に敗れ準優勝。1998年は沖縄水産の主力投手として第70回選抜高等学校野球大会・第80回全国高等学校野球選手権大会出場を果たし松坂大輔と共に注目を集めた。全国大会史上初の151km/hを記録したが、どちらも初戦敗退。特に全国選手権は大島裕行（埼玉栄高校）に逆転本塁打を浴びた。直後の第3回AAAアジア野球選手権大会日本代表選出され優勝に貢献。
同年のドラフト会議ではオリックス・ブルーウェーブと福岡ダイエーホークスが1位指名で競合。抽選の結果オリックスが交渉権を獲得したが、新垣は「ホークス以外なら進学」と決めており、新垣の実家を訪れたオリックス編成部長（スカウト）の三輪田勝利を門前払いするなど頑なに入団拒否の姿勢を見せ、交渉は難航した。その後、三輪田が自殺したことなどから大騒動となったが、新垣は入団拒否の姿勢を貫いて九州共立大学へ進学した（新垣事件）。ダイエーは外れ1位で前出の日本代表でもチームメイトの吉本亮（九州学院高校）を獲得した。
九州共立大学では1年の秋の第30回明治神宮野球大会で優勝するなど、大学球界を代表する右腕として活躍。2年と3年では日米大学野球選手権大会日本代表選出。福岡六大学リーグ戦通算39試合登板、23勝5敗、防御率1.03。4年生秋のリーグ戦は5勝無敗で最優秀選手とベストナインに選ばれた。
2002年度ドラフト会議にて、福岡ダイエーホークスから自由獲得枠指名を受けて入団。

### ダイエー・ソフトバンク時代
2003年は新人ながら先発ローテーションに定着し、4試合連続で2桁奪三振を記録するなど7月末までに8勝を挙げるが、8月に踝を痛めて離脱。最終的に18試合で8勝7敗・防御率3.34の成績を残したが規定投球回には到達しなかった。離脱している間にチームは3年ぶりのリーグ優勝を決め阪神タイガースとの日本シリーズでは中継ぎ・抑えとして復帰。第2戦は13点リードの9回に登板し無失点に抑え勝利に貢献。第4戦の登板では8回から登板し、延長10回も継投したが金本知憲にサヨナラ本塁打を打たれ敗戦投手となった。結局日本シリーズはこの2試合の登板で終わったがチームは4年ぶりの日本一に輝いた。同年オフの契約更改では新人ながら掲示金額を保留したことで話題となった。
2004年はチーム最多の11勝、9完投を記録し、チームのレギュラーシーズン1位通過に貢献。177奪三振で最多奪三振を獲得した。プレーオフでは第2ステージで2位の西武ライオンズと対戦。第1戦と第5戦に先発し、第1戦は7回1失点の好投で勝利投手となった。第5戦は同級生の松坂との投げ合いとなり5回まで無失点に抑えた。1点リードして迎えた6回に石井義人に逆転2点適時二塁打、野田浩輔に犠飛を打たれ3失点してしまう。その後は立ち直り9回まで投げ抜いてこの3失点に抑えた。新垣の気迫に応える形でチームは9回裏に同点に追いつき、新垣の負けは消えるも延長10回に勝ち越されチームはそのままリーグ連覇を逃した。
2005年にはシーズン途中に肘や足首に痛みが生じ、思うような投球ができず6月に二軍へ降格。しかし9月には月間MVPを受賞する活躍を見せ、防御率4点台と安定感は欠いたが2年連続となる2桁勝利（10勝）を挙げた。
2006年の4月にも月間MVPを受賞し、年を跨いでの2カ月連続受賞を果たした。シーズン通算では自己最多の13勝を挙げて3年連続の2桁勝利を達成するが、同年9月29日に虫垂炎からの急性腸炎により入院、プレーオフ第2ステージではベンチ入りしたが登板機会はなかった。
2007年は直球とスライダーを生かすためにシュートを習得。オープン戦では好投したものの、シーズンに入ると多くの暴投を記録したため、スポーツ新聞や当時監督だった王貞治から「暴投王」と呼ばれた。
4月17日の東北楽天ゴールデンイーグルス戦（フルキャストスタジアム宮城）での1試合4暴投でNPBタイ記録とすると、5月11日の千葉ロッテマリーンズ戦（千葉マリンスタジアム）での2暴投で球団新記録のシーズン13暴投。6月6日の横浜ベイスターズ戦（福岡ドーム）ではパ・リーグタイ記録のシーズン17暴投パ・リーグ記録となる18暴投を記録。7月11日の楽天戦（北九州市民球場）で、NPBタイ記録のシーズン20暴投。7月17日の北海道日本ハムファイターズ戦（札幌ドーム）で2暴投でNPB新記録の22暴投とすると、故障離脱するまで25暴投まで記録を伸ばした。最終的に7勝10敗の成績で終え、規定投球回にも到達しなかった。
2008年はスラーブの習得と、力まない「7割投法」を目標に掲げ調整したが暴投の多さは相変わらずで、4月から先発ローテーション入りするも結果を残せず二軍落ちした。再昇格後の8月20日の西武戦ではプロ野球タイ記録の1イニング3暴投、プロ野球新記録となる1試合5暴投を記録する。8月28日のオリックス戦でシーズン初勝利を挙げた。しかし序盤の不調や二軍での調整が響き、登板数はわずか15試合で勝ち星も4勝に終わった。この2年間は二軍降格の度にコーチ藤田学に徹底指導受けた。
2009年は序盤に4試合に登板したが結果を残せず二軍落ち。その後一軍へ昇格することがないままシーズンを終えた。12月30日、杉内俊哉の妻の妹と入籍。
2010年はチームが7年ぶりにリーグ優勝したが肩と腰の故障もあり、プロ入り後初の一軍出場なしに終わった。二軍でも3勝5敗と振るわなかった。
2011年も一軍公式戦には出場できなかったが11月に開催されたアジアシリーズでは久々に主力メンバーに混じって登板。統一セブンイレブン・ライオンズ戦で5回無失点と好投し、勝利投手となった。
2012年は同学年の和田毅と杉内、D.J.ホールトンがチームを去り再び先発ローテーション入りし、4月1日のオリックス戦に約3年振りの一軍のマウンドで先発し、2008年10月6日以来1273日ぶりの勝利を1失点無四球完投で飾った。しかし序盤以降は不安定な投球が多くなり、途中で二軍落ちとなった。最終的に15試合に登板し、6勝を挙げたものの暴投はまたしてもリーグワースト数を記録してしまった。契約更改では、700万円増の4200万円で更改した。
2013年はわずか5試合の登板にとどまり、1勝1敗・防御率5.56、13奪三振と振るわなかった。
2014年は開幕から一軍登板がなく、7月20日に山中浩史と共に、川島慶三、日高亮との交換トレードで東京ヤクルトスワローズへ移籍。この通達を知った時、新垣は「なんで俺が…」と悔し涙を流し、「FAを取得して絶対ホークスに戻ってやる」とホークスに対する熱い想いを語った。背番号は日高が付けていた45となった。

### ヤクルト時代
8月9日の横浜DeNAベイスターズ戦（横浜スタジアム）で昨年8月27日以来、移籍後初登板で先発も、初回に先頭打者に四球、暴投などもあり2点を取られるなど、4イニングを投げ5安打3四死球5奪三振4失点の内容で敗戦投手となった。続く8月16日の中日ドラゴンズ戦（ナゴヤドーム）でも3イニングを投げ、7安打4失点の内容で敗戦投手となったが、この試合でセ・リーグタイ記録の1試合4暴投を記録。1試合4暴投以上をセ・パ両リーグで記録したのと、3度記録したのはそれぞれ史上初である。この年はわずか3試合の登板に留まり未勝利で終わった。オフには自らの希望で背番号を66に変更。
2015年4月9日に一軍登録され、中日戦（神宮球場）で先発を務め、5イニングを投げ8安打2失点で降板、直後の5回裏に味方が3点を入れ逆転しそのまま勝利したため、ソフトバンク時代の2013年8月20日以来約2年ぶり、かつセ・リーグ移籍後初勝利を挙げる。その後も先発で度々好投を見せるも勝ち星に恵まれず、8月8日の中日戦では4回4失点でシーズン10敗目を喫すると、翌日9日に一軍登録を抹消された。この年は15試合で3勝10敗・防御率4.64と結果を残すことができず、チームは14年ぶりにリーグ優勝をしてCSも制して日本シリーズに進出し、対戦相手は古巣のソフトバンクだったがポストシーズンでの出番はなかった。
2016年5月10日の広島東洋カープ戦で通算1000奪三振、同月17日の同カード（マツダ）4回裏1死3塁でNPB史上3人目の通算100暴投を記録。最終成績は6試合の登板で1勝2敗・防御率6.67とまたしても不本意な成績で終わった。10月1日に球団から戦力外通告を受けたが、NPB他球団での現役続行を希望していたため、11月12日には12球団合同トライアウト（甲子園）に参加。シートバッティング形式で対戦した打者3人を、すべて凡退させた。トライアウト後には複数の独立リーグ球団から入団を打診されたが、本来の希望であるNPB他球団から獲得のオファーを受けるまでには至らず、同月末に現役からの引退を決断した。12月2日付で、NPBから自由契約選手として公示。

### 現役引退後
2017年からは、古巣のソフトバンク球団に職員として復帰。野球振興部員として、野球教室の指導・運営などに携わる。同年7月に福岡ソフトバンクホークスジュニアチームの監督に就任した 。
2018年9月8日に福岡 ヤフオク!ドームで行なわれた、ホークス対バファローズ戦のセレモニアルピッチにホークスファン（と同時に新垣のファン）である声優・内田真礼が登場した際、捕手を務めた。

## プレースタイル
長身で投げ下ろすゆったりとしたスリークォーターから投げる平均球速約147km/h、最速156km/h（プロ入り後の最速は155km/h）のストレートとスライダー、フォークを武器とし、通算の奪三振率8.85と奪三振が多い。他にツーシーム・ファストボール、カットボール、カーブも投げ分ける。
特に縦のスライダーのキレは球界随一とされ、バニッシュボール（vanish=消える）とも称された。チームメイトであった和田毅は投げ方を学ぼうとしたが「こうやって握ってエイって捻るだけ」と言われ「これは自分には真似ができないレベルの話だ」と思ったとのこと。
2010年5月15日の『すぽると!』のプロ野球選手100人が選ぶスライダーNo.1投手では4位に選ばれ、山﨑武司は「今まで対戦してきた中で最高のスライダーを投げる投手。彼（新垣）は強引にスライダーを曲げてくるので暴投が多いが、決められれば伊藤智仁や斎藤雅樹より凄いスライダーを投げる。潜在能力を全て出し切れていない」と語っている。
ソフトバンク時代の2007年には、一軍公式戦でのシーズン通算暴投数がNPB新記録の25に達するなど、制球に苦しんだ。スポーツライターの永谷脩は、その一因として、シュートを習得したことを挙げている。3年ぶりに一軍公式戦への登板を果たした2012年からは、平均球速を約144km/hにまで抑えるなど、打たせて取る投球スタイルに改めた。新垣自身も、「テーマは脱力。少ない球数で打たせて取る投球が、自分の新しいスタイルです」と語っていた。

## 人物
父方の祖父がアメリカ出身のため、本人はクォーターである。
渾名・キャッチフレーズは「なんくる渚」。「なんくる」とは出身地である沖縄の方言で「自然に」という意味で、慣用句である「なんくるないさ」に掛けたもの。
同じ松坂世代でチームメイトであった和田毅は「切り替えの上手さ」を評価しており、「自分は納得がいかないと考え込んで壁を作ってしまうところがあったので、そこに救われたことはある。」と語っている。

## 詳細情報

### 年度別投手成績
| 年 度      | 球 団                 | 登 板 | 先 発 | 完 投 | 完 封 | 無 四 球 | 勝 利 | 敗 戦 | セ 丨 ブ | ホ 丨 ル ド | 勝 率 | 打 者 | 投 球 回 | 被 安 打 | 被 本 塁 打 | 与 四 球 | 敬 遠 | 与 死 球 | 奪 三 振 | 暴 投 | ボ 丨 ク | 失 点 | 自 責 点 | 防 御 率 | W H I P |
| ---------- | --------------------- | ----- | ----- | ----- | ----- | -------- | ----- | ----- | -------- | ----------- | ----- | ----- | -------- | -------- | ----------- | -------- | ----- | -------- | -------- | ----- | -------- | ----- | -------- | -------- | ------- |
| 2003       | ダイエー ソフトバンク | 18    | 18    | 8     | 1     | 1        | 8     | 7     | 0        | --          | .533  | 505   | 121.1    | 110      | 10          | 30       | 0     | 6        | 132      | 5     | 0        | 52    | 45       | 3.34     | 1.15    |
| 2004       | ダイエー ソフトバンク | 25    | 25    | 9     | 2     | 1        | 11    | 8     | 0        | --          | .579  | 807   | 192.1    | 173      | 14          | 73       | 0     | 11       | 177      | 8     | 0        | 75    | 70       | 3.28     | 1.28    |
| 2005       | ダイエー ソフトバンク | 22    | 21    | 3     | 2     | 0        | 10    | 6     | 0        | 0           | .625  | 600   | 136.2    | 146      | 13          | 54       | 1     | 9        | 130      | 7     | 1        | 73    | 70       | 4.61     | 1.46    |
| 2006       | ダイエー ソフトバンク | 23    | 23    | 5     | 2     | 1        | 13    | 5     | 0        | 0           | .722  | 641   | 155.1    | 132      | 10          | 46       | 0     | 7        | 151      | 10    | 0        | 60    | 52       | 3.01     | 1.15    |
| 2007       | ダイエー ソフトバンク | 21    | 21    | 2     | 1     | 0        | 7     | 10    | 0        | 0           | .412  | 581   | 137.1    | 128      | 7           | 51       | 0     | 4        | 132      | 25    | 0        | 62    | 55       | 3.60     | 1.30    |
| 2008       | ダイエー ソフトバンク | 15    | 15    | 0     | 0     | 0        | 4     | 6     | 0        | 0           | .400  | 411   | 92.2     | 89       | 7           | 39       | 0     | 6        | 105      | 15    | 2        | 55    | 43       | 4.18     | 1.38    |
| 2009       | ダイエー ソフトバンク | 4     | 4     | 0     | 0     | 0        | 0     | 2     | 0        | 0           | .000  | 95    | 19.1     | 31       | 5           | 10       | 0     | 1        | 15       | 3     | 0        | 17    | 17       | 7.91     | 2.12    |
| 2012       | ダイエー ソフトバンク | 15    | 15    | 1     | 0     | 1        | 6     | 5     | 0        | 0           | .545  | 335   | 78.2     | 66       | 4           | 38       | 0     | 4        | 56       | 8     | 0        | 42    | 40       | 4.58     | 1.32    |
| 2013       | ダイエー ソフトバンク | 5     | 5     | 0     | 0     | 0        | 1     | 1     | 0        | 0           | .500  | 106   | 22.2     | 28       | 7           | 12       | 0     | 2        | 13       | 1     | 0        | 14    | 14       | 5.56     | 1.76    |
| 2014       | ヤクルト              | 3     | 2     | 0     | 0     | 0        | 0     | 2     | 0        | 0           | .000  | 44    | 8.0      | 14       | 0           | 5        | 0     | 2        | 6        | 6     | 0        | 8     | 7        | 7.88     | 2.38    |
| 2015       | ヤクルト              | 15    | 15    | 0     | 0     | 0        | 3     | 10    | 0        | 0           | .231  | 367   | 83.1     | 89       | 13          | 36       | 1     | 2        | 70       | 9     | 0        | 48    | 43       | 4.64     | 1.50    |
| 2016       | ヤクルト              | 6     | 6     | 0     | 0     | 0        | 1     | 2     | 0        | 0           | .333  | 136   | 29.2     | 33       | 4           | 15       | 0     | 2        | 23       | 4     | 0        | 22    | 22       | 6.67     | 1.62    |
| 通算：12年 | 通算：12年            | 172   | 170   | 28    | 8     | 4        | 64    | 64    | 0        | 0           | .500  | 4628  | 1077.1   | 1039     | 94          | 409      | 2     | 56       | 1010     | 101   | 3        | 528   | 478      | 3.99     | 1.34    |

- 各年度の太字はそのシーズンにおけるリーグ最高、赤太字はNPBにおける歴代最高。
- ダイエー（福岡ダイエーホークス）は、2005年にソフトバンク（福岡ソフトバンクホークス）に球団名を変更。

### タイトル
- 最多奪三振：1回 （2004年）

### 表彰
- 月間MVP：4回 （2003年7月、2004年7月、2005年9月、2006年4月） ※4シーズン連続受賞はパ・リーグの投手としては史上初
- JA全農Go・Go賞：1回 （最多奪三振賞：2007年5月）

### 記録
投手記録
- 初登板・初先発登板：2003年3月31日、対大阪近鉄バファローズ1回戦（大阪ドーム）、5回2/3を5失点で敗戦投手
- 初奪三振：同上、3回裏にタフィ・ローズから空振り三振
- 初勝利・初完投勝利：2003年4月15日、対千葉ロッテマリーンズ5回戦（千葉マリンスタジアム）、9回1失点
- 初完封勝利：2003年6月8日、対日本ハムファイターズ15回戦（東京ドーム）

打撃記録
- 初打点：2006年5月30日、対横浜ベイスターズ4回戦（草薙球場）、2回表に高宮和也から三塁ゴロ野手選択の間に記録
- 初安打：2007年6月19日、対横浜ベイスターズ3回戦（横浜スタジアム）、3回表に吉見祐治から右中間二塁打

節目の記録
- 1000奪三振：2016年5月10日、対広島東洋カープ6回戦（明治神宮野球場）、2回表に新井貴浩から見逃し三振 ※史上144人目[18]
- 100暴投：2016年5月17日、（MAZDA Zoom-Zoom スタジアム広島） ※史上3人目[19]

その他の記録
- オールスターゲーム出場：1回 （2004年）

暴投に関する記録
- シーズン暴投：25、2007年 ※NPB記録
- 1イニング暴投：3、2008年8月20日、対埼玉西武ライオンズ18回戦（西武ドーム） ※NPBタイ記録（史上10人目）
- 1試合暴投
  - 5、2008年8月20日、対埼玉西武ライオンズ戦（西武ドーム） ※NPBおよびパ・リーグ記録
  - 4、2007年4月17日、対東北楽天ゴールデンイーグルス戦 ※当時のNPBタイ記録
  - 4、2014年8月16日、対中日ドラゴンズ戦（ナゴヤドーム）※セ・リーグタイ記録[37]
    - 両リーグで4暴投以上を記録したのと、4暴投以上を3度記録したのは史上初

### 背番号
- 18 （2003年 - 2014年7月21日）
- 45 （2014年7月22日 - 同年終了）
- 66 （2015年 - 2016年）

### 登場曲
- BEGIN「島人ぬ宝」
- Def Tech「Golden Age」

## 関連情報

### 書籍
- 渚 NAGISA （2007年5月11日、講談社） ISBN 978-4062139687
  - ビジュアルノンフィクション。写真はスエイシナオヨシ撮影。

### CM
- フタタ 『プライス真っ二つ編』
- 四季工房『ベストを尽くす編』 『子供の頃から編』

### 出演
テレビ番組
- Fan!Fun!スポーツ→ファンスポ（コメンテーター・隔週、2023年1月21日 - ）

### スピッツ
スピッツのボーカル草野マサムネが、2021年4月25日にOAされた自身のラジオ番組『ロック大陸漫遊記』において、スピッツ3作目のスペシャルアルバム「おるたな」収録の「オケラ」にある歌詞
”エグすぎるスライダー　打ち返す” を当時ホークスの新垣と西武ライオンズの中村剛也をモチーフにしていると言及した。